# Frances Farmer
Frances Elena Farmer (Seattle, 19 settembre 1913 – Indianapolis, 1º agosto 1970) è stata un'attrice statunitense, la cui vita ispirò tre film e tre libri.

## Biografia

### Giovinezza
Nata da Ernest Melvin Farmer e Lillian Van Ornum Farmer, a 18 anni (nel 1931), mentre frequentava la West High School, vinse $100 in un concorso di scrittura con il suo controverso saggio Dio muore. Il primo premio consisteva in un viaggio in Unione Sovietica, che Frances accettò, nonostante la forte opposizione della madre, per frequentare il pionieristico Teatro d'Arte di Mosca. Di ritorno - nell'estate del 1935 - si fermò a New York, con la speranza di avviare una carriera teatrale, ma invece approdò alla Paramount Pictures come starlet.

### Carriera artistica
Per il suo 22º compleanno si trasferì a Hollywood e nel 1936 partecipò ai film Too many parents (diretto dall'altrimenti noto Robert F. McGowan; il film uscì nel mese di marzo), Border Flight (diretto da Otho Lovering e le cui riprese iniziarono nel febbraio 1936 durando quattro settimane) oltre che a Rhythm on the Range, in cui fu protagonista accanto a Bing Crosby. Durante l'estate dello stesso anno accettò una partecipazione al più rilevante Ambizione, basato sul romanzo di Edna Ferber. Questo film ebbe un notevole successo e le sue interpretazioni, sia nella parte della madre sia della figlia, piacquero al pubblico e alla critica. Le recensioni salutarono nella Farmer l'avvento di una nuova stella.
Tuttavia, non soddisfatta del livello delle opportunità offertele, nella speranza di consolidare la sua formazione e la propria fama come attrice in produzioni più impegnative, Farmer lasciò Hollywood per la più intellettuale East Coast. Ivi il regista Harold Clurman e il drammaturgo Clifford Odets la invitarono a far parte invece dell'Actors Studio. A causa del richiamo esercitato al box office dalla Farmer, il connubio diventò il più grande successo commerciale nella storia del gruppo.
Farmer interpretò e portò al successo un dramma dell'intelligenza che ella richiedeva, lo scomodo (perché angoscioso e fortemente critico, oltre che ironico e passibile di diversi livelli di lettura) Golden boy di Odets, del 1937, sostenendolo con la propria comunque maggior fama. 
Nel 1938, durante una tournée nazionale, che vide il dramma in palcoscenico ancora a Boston in ottobre, i critici sia a Washington sia a Chicago le scrissero recensioni ottime.
Frances Farmer ebbe una relazione con Odets, già sposato con l'attrice Luise Rainer, e si sentì tradita quando lui improvvisamente tornò dalla moglie. Quando il gruppo scelse un'altra attrice, la cui famiglia aveva finanziato la messa in scena a Londra, concluse che esso aveva sfruttato la sua fama per raggiungere il successo e poi liberarsi di lei. Affranta, tornò a Hollywood e accettò di rimanere con la Paramount per un periodo di tre mesi ogni anno per girare dei film. Continuò a dedicare il resto del suo tempo al teatro, tuttavia nelle successive due apparizioni a Broadway non ebbe ruoli importanti.

### Declino e ricoveri
Nei due anni successivi il suo disordinato stile di vita, caratterizzato da una personalità irrequieta e dall'abuso di alcol e droghe, iniziò a danneggiare la sua reputazione. Nel 1940 abbandonò improvvisamente un successivo adattamento della commedia da parte di Ernest Hemingway allestito a Broadway. A Hollywood era considerata scomoda: spesso veniva data in prestito ad altri Studios, mentre la Paramount le affidava solo ruoli secondari o in film non importanti.  Nel 1942, malgrado la sua performance nel film Il figlio della furia (con Tyrone Power e, quale coprotagonista, Gene Tierney) fosse stata lodata dalla critica cinematografica, la Paramount annullò il contratto dell'attrice a causa del suo comportamento sempre più instabile durante la pre-produzione di Segretario a mezzanotte, film cui ella non partecipò. Nello stesso anno la Farmer divorziò dal primo marito, l'attore Leif Erickson, che aveva sposato nel 1936.
Il 19 ottobre 1942 l'attrice fu fermata dalla polizia a Santa Monica per guida con i fari accesi, vietata dalle disposizioni belliche per l'oscuramento. Secondo i testimoni non fu in grado di esibire la patente di guida e si profuse in intemperanze verbali. Le furono inflitti 500$ di multa e centottanta giorni di reclusione con sospensione condizionale della pena. Pagò immediatamente metà della somma ottenendo la libertà condizionale, ma non versò i restanti 250$ in tempo utile. Nello stesso periodo una parrucchiera depositò una querela contro la Farmer, accusandola di averle slogato una mascella durante un alterco nei camerini degli studi Monogram. La polizia la rintracciò al Knickerbocker Hotel a Hollywood. Non avendo risposta, entrò nella sua stanza con un passepartout arrestandola seminuda. All'udienza, la mattina seguente, l'attrice si comportò in modo concitato. Sostenne che la polizia aveva violato i suoi diritti civili, chiese un avvocato e gettò un calamaio in faccia al giudice. La Farmer fu immediatamente condannata a centottanta giorni di prigione: lei aggredì un poliziotto, corse a un telefono per chiamare il proprio avvocato, ma fu immobilizzata dagli agenti. Il suo arresto fece notizia.
A seguito dell'intervento della sorella, un vice-sceriffo della contea di Los Angeles, la Farmer fu trasferita al reparto psichiatrico della Massachusetts General Hospital. Le venne somministrata una terapia insulinica, un trattamento psichiatrico con procedura standard, in seguito screditata. Come effetti collaterali, ebbe un'intensa nausea. La sua famiglia in seguito affermò di non aver dato il consenso al trattamento. Dopo circa 9 mesi di degenza, andò a vivere a casa della sorella Rita a 20km di distanza. La coppia chiamò la madre a Seattle per lamentarsi della terapia insulinica. Lillian Farmer arrivò in California e iniziò una lunga battaglia legale perché la tutela della figlia fosse trasferita dallo Stato a lei. Anche se molti psichiatri testimoniarono che l'attrice necessitava di ulteriori trattamenti, la volontà della madre prevalse. La Farmer tornò con i genitori, ma non ebbe buoni rapporti con la madre e di lì a sei mesi la aggredì fisicamente: riportata d'urgenza in clinica psichiatrica, fu sottoposta a una serie di elettroshock. Tre mesi più tardi, durante l'estate del 1944, fu definita "completamente guarita" e venne dimessa.
Mentre viaggiava con suo padre per visitare la zia in un ranch a Reno, in Nevada, la Farmer fuggì. Trascorse un periodo con una famiglia, ma fu arrestata per vagabondaggio ad Antioch, in California. I giornali riportavano i suoi problemi di salute e le sue disavventure giudiziarie, tanto che le giunsero offerte di aiuto da tutto il paese, ma lei le ignorò tutte. Dopo un lungo soggiorno con la zia in Nevada, la Farmer tornò dai genitori. Su richiesta della madre, la trentaduenne ex diva di Hollywood fu internata nel manicomio del Western State Hospital nel maggio 1945 e vi rimase cinque anni, trascorrendo intere giornate in cella di isolamento, stretta in una camicia di forza. Secondo alcune fonti, smentite dal personale in servizio nella clinica, fu ripetutamente violentata dai guardiani e subì un intervento di lobotomia al cervello. L'operazione consisteva nel recidere le connessioni della corteccia pre-frontale dell'encefalo. Il risultato auspicato era un totale cambiamento della personalità.

### Dimissioni e ultime esperienze nello spettacolo
Il 23 marzo 1950, ancora su richiesta dei genitori, la Farmer tornò dalla madre che, ormai anziana, aveva bisogno di assistenza. L'ex diva era addetta alla lavanderia al Fairmont Olympic Hotel a Seattle, lo stesso albergo in cui aveva alloggiato nel 1936 per il film Ambizione. Dopo un breve secondo matrimonio con l'operaio Alfred H. Lobley, nel 1954 la Farmer si trasferì a Eureka, sempre in California, dove lavorò come segretaria e contabile per tre anni in uno studio fotografico. Nel 1957 a San Francisco sposò Zeland C. Mikesell, che rimase suo marito fino alla morte. L'attrice decaduta lavorava come portinaia in un albergo quando fu rintracciata per caso da un giornalista che pubblicò la sua terribile storia e tentò di rilanciare la sua carriera.
Nel 1958 girò il primo film dopo quindici anni di inattività (The Party Crashers, scritto dal regista con Dan Lundberg e diretto da Bernard Girard) e tornò a recitare per il teatro, ma non era più la stessa. In televisione, dopo alcune apparizioni in talk show seguite morbosamente in tutti gli Stati Uniti, lavorò per 5 anni in una TV locale dell'Indiana come conduttrice del Frances Farmer Presents, che ebbe ottimi indici di gradimento; fu licenziata tuttavia nel settembre del 1964, quando il suo alcolismo cronico diventò ingestibile. Negli ultimi anni venne arrestata due volte per guida in stato d'ebbrezza e avviò delle piccole attività imprenditoriali, sempre fallite, anche per sottrazioni di fondi che subirono da terzi. Poco prima di morire di cancro a 56 anni, scrisse l'autobiografia Will there really be a morning?, in cui raccontò la sua personale discesa nell'inferno dei vivi. Un percorso di sofferenza, in modi diversi rilevato da biografi e giornalisti, ma che comunque non ha eguali nella storia del cinema.

## Influenze culturali
- Nel 1982 venne girato il film Frances di Graeme Clifford, basato sulla sua vita e interpretato da Jessica Lange, che ottenne una candidatura al premio Oscar come migliore attrice protagonista
- La band inglese Culture Club le dedicò nel 1984 il singolo The Medal Song, tratto dal loro terzo album Waking Up with the House on Fire
- Kurt Cobain, il leader dei Nirvana suo concittadino e suo fan, le dedicò una canzone nell'album In Utero, intitolata Frances Farmer Will Have Her Revenge on Seattle.
- La star della musica francese Mylène Farmer, il cui vero nome è Mylène Gautier, porta questo nome d'arte in omaggio a Frances Farmer[11].

## Filmografia

### Cinema
- Too Many Parents, regia di Robert F. McGowan (1936)
- Border Flight, regia di Otho Lovering (1936)
- Rhythm on the Range, regia di Norman Taurog (1936)
- Ambizione (Come and Get It), regia di Howard Hawks e Richard Rosson (1936)
- Exclusive, regia di Alexander Hall (1937)
- Alla conquista dei dollari (The Toast of New York), regia di Rowland V. Lee (1937)
- L'isola delle perle (Ebb Tide), regia di James P. Hogan (1937)
- Ride a Crooked Mile, regia di Alfred E. Green (1938)
- A sud di Pago Pago (South of Pago Pago), regia di Alfred E. Green (1940)
- Flowing Gold, regia di Alfred E. Green (1940)
- World Premiere, regia di Ted Tetzlaff (1941)
- Odio di sangue (Badlands of Dakota), regia di Alfred E. Green (1941)
- Among the Living, regia di Stuart Heisler (1941)
- Il figlio della furia (Son of the Fury: The Story of Benjamin Blake), regia di John Cromwell (1942)
- I Escaped from the Gestapo, regia di Harold Young (1943)
- The Party Crashers, regia di Bernard Girard (1958)

### Televisione
- Playhouse 90 – serie TV, 1 episodio (1958)
- Matinee Theatre – serie TV, 1 episodio (1958)
- Studio One – serie TV, 1 episodio (1958)
- Frances Farmer Presents – serie TV (1958)

## Doppiatrici italiane
- Paola Barbara in Il figlio della furia
- Rosetta Calavetta nel doppiaggio originario di Ambizione
- Marzia Ubaldi nel ridoppiaggio di Ambizione

## Libri
- (EN)  Frances Frances Will There Really Be a Morning? Allison & Busby, 1973. ISBN 0850311098